# ASMP飛彈
ASMP中程空對地飛彈（法語：Air-Sol Moyenne Portée，意為「中程空對地飛彈」）是法國宇航為法國軍隊開發的一種空射超音速核子巡弋飛彈，屬於法國核威懾力量的一部分，在法國的核武戰略理論中，ASMP飛彈定位為全面核報復行動前的「最終警告」武器。

## 發展歷史
ASMP飛彈於1976年開始計畫，於1978年正式研發；不過裝設在飛彈上的小型化核彈在1973年開始研製。飛彈載台最初是考慮裝設在1972年開始研製的未來戰鬥機計畫，雖然ACF計畫在1975年12月18日因風險與預算考量決定中止，但反擊核武飛彈開發仍持續進行。1977年，法國航太提出了一款配備沖壓發動機的飛彈概念，1978年開始研製時，ASMP最初僅考慮裝備在幻象2000N攻擊機上，但是在1980年法國海軍決定參與研發，並提出將ASMP整合在超級軍旗攻擊機的構想；因此ASMP飛彈被取代原先由幻象IV式轟炸機投擲的AN-22和超級軍旗攻擊機投擲的AN-52自由落體核炸彈。1986年5月服役，配備給幻象2000N，超級軍旗部隊則在1988年7月完成整合測試，1989年6月開始戰備。
ASMP飛彈服役後，令法國可以透過輕型戰轟機進行戰術核打擊，為法國核打擊武器提升相當的準確度和突穿力。法國海軍也是現今唯一一種可以藉由航空母艦艦載機空射核武器的部隊。
媒體報導稱，法國在1990年時生產了90枚ASMP飛彈與80枚彈頭，2001年空軍尚有60枚服役、海軍則有10枚；初期型ASMP飛彈在2010年前後因改良型號ASMP-A量產而退役。
除了法國之外，ASMP飛彈並無其它使用者；唯一的外銷接觸是在1987年英國尋找取代WE.177核子炸彈的核武器，法國軍方當時提案與其共同研發新型空射核子武器（原設計要求射程1000-1200公里），但因英國不想繼續開發空基核武而終止計畫，而後法國繼續改良ASMP飛彈，如被動雷達導引型的ASMP-R，但最終只有ASMP-A得以採用。
ASPM-A
ASMP-A開發始於1996年，於2005年10月首度測試於戴高樂號航空母艦上的陣風戰鬥機進行掛載測試，到2006年1月由幻象2000N-K3試射，2008年起開始於法國海空軍中服役。A表示「改良」（Amélioré），成本較原型低廉，彈頭為30萬噸級的TNA核彈頭，其於2007年開始服役，法國最終量產了54枚ASMP-A飛彈。ASMP-A也採用了改良過的液態沖壓發動機，高空射程約500-700公里、射速3馬赫，低空射程約180公里、射速2馬赫。
ASMP-A的中期壽限提升計畫在2014年公布，預定從2020年中葉開始執行。主要是解決部分消失性商源料件，改善飛彈性能。
ASN4G
在2014年夏季宣布開始研製的最新一代ASMP飛彈，由MBDA與法國國家航空暨航太研究中心合作研發，目前仍在初期技術概念發展階段，預定在2035年投入服役。
目前已知構想，ASN4G飛彈將維持採用沖壓推進的設計，但是將會使用更好的匿蹤構型射器，且推進將運用超燃沖壓推進科技，讓飛彈性能增升到現役的ASMP-A飛彈的一倍以上（射程1,000公里級），且飛彈極速提高至極音速標準（5馬赫以上，目標為7-8馬赫）。若技術可以成真，法國認為這款飛彈將幾乎無法攔截。

## 圖像

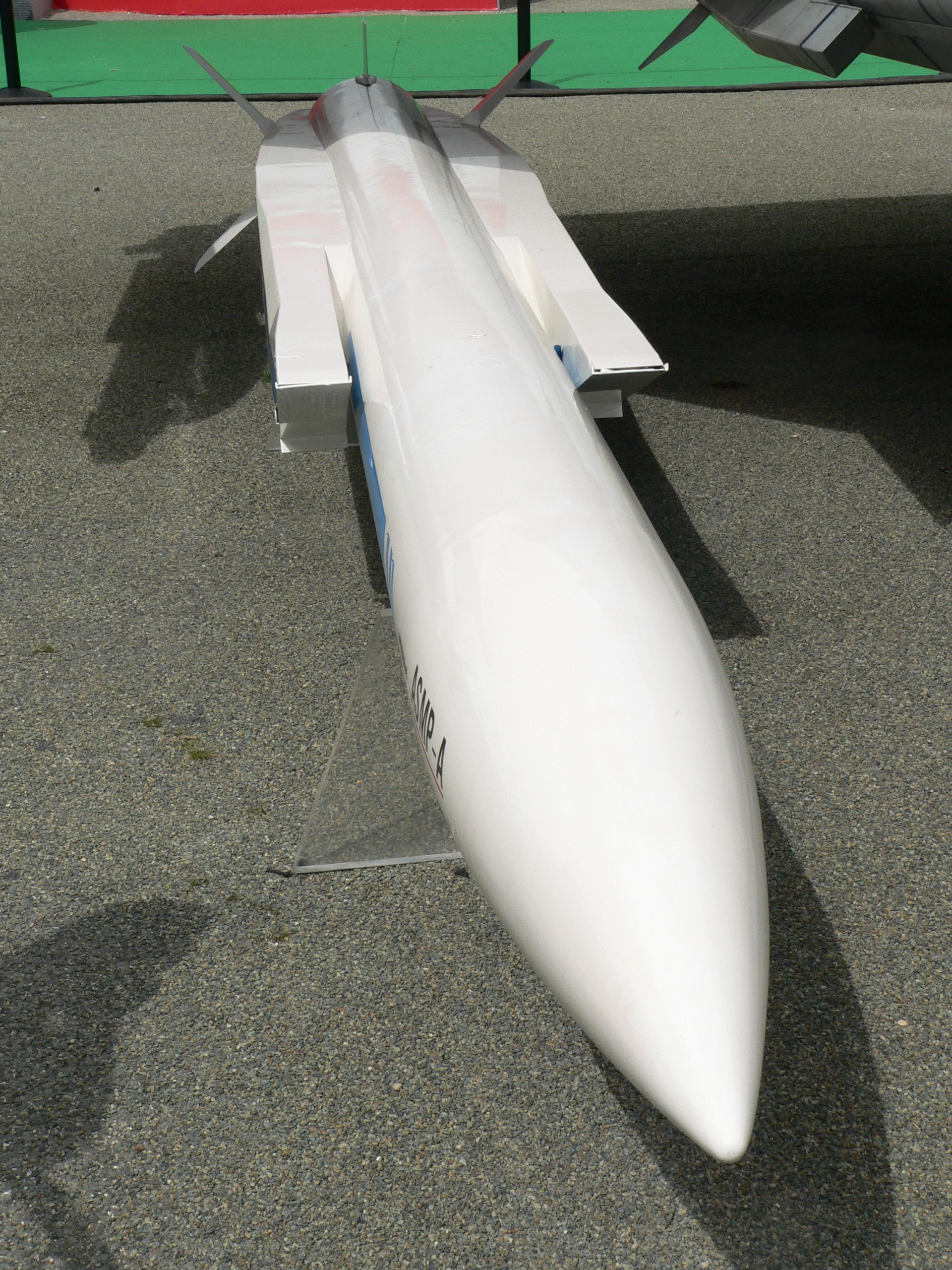
ASMP-A原型前側。
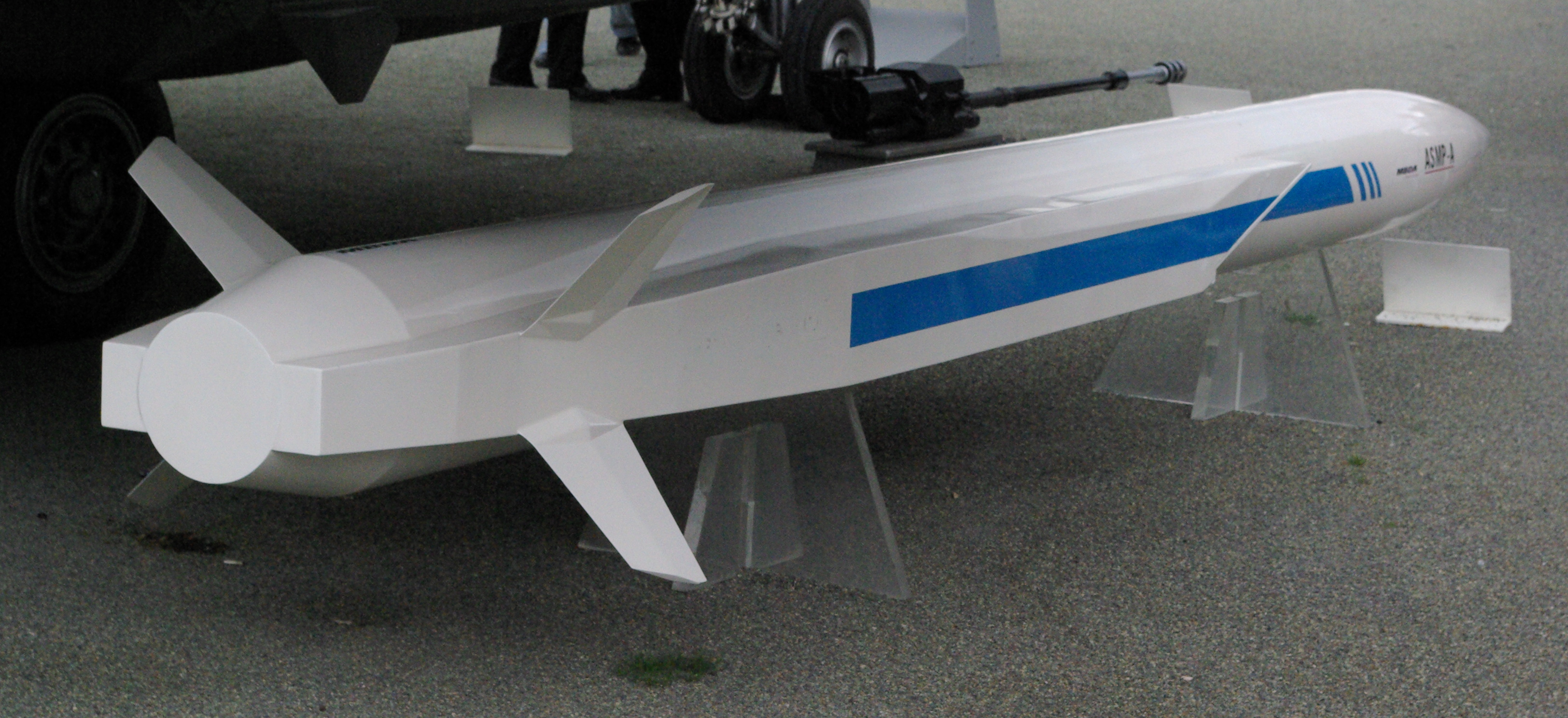
ASMP-A原型後側。

## 相关
- 战区外武器
- 暴风影导弹
- 蓝钢导弹

## 資料來源
1. ↑  issilethreat.com/missiles/asmp-a/
2. ↑  （英文）ASMP and ASMP-A (France), Air-to-surface missiles - Stand-off and cruise （页面存档备份，存于）
3. ↑  （英文）France's Nuclear Weapons